# Oglodak
Oglodak è una piccola isola che fa parte del gruppo delle Andreanof, nell'arcipelago delle Aleutine; si trova nel mare di Bering e appartiene all'Alaska (USA). Il suo nome deriva probabilmente dal termine aleutino Agligak che significa albatros, il nome è stato registrato dal capitano Litke (1836).
Oglodak si trova tra le isole di Atka, a est, e Tagalak, a ovest; l'isola, lunga solo 2 km, ha una superficie di 3,5 km².